# گرگ و میش خارج از فوکوس
گرگ و میش خارج از فوکوس (به ژاپنی: 黄昏アウトフォーカス) یک مجموعهٔ انیمه در ژانر یائویی محصول ۲۰۲۴ ژاپن است که توسط یوشیمی ناریتا نوشته و توسط توشینوری واتانابه، بر اساس مانگایی نوشتهٔ جیانومه کارگردانی شده است که از ۴ ژوئیه تا ۱۹ سپتامبر ۲۰۲۴ منتشر شد.

## خلاصهٔ داستان
داستان در مورد دو دانش آموز دبیرستانی سال دوم به نام‌های سوچیا مائو و اوتومو هیساشی است که موفق شده‌اند راهی برای با هم کنار آمدن در اتاق خوابگاه خود برای یک سال دیگر پیدا کنند. آن دو، قسم می‌خورند که از سه قانون ساده پیروی کنند: مائو باید از تحریک حس همجنسگرایی اوتومو خودداری کند؛ اوتومو، نباید عاشق مائو شود و این دو باید به حریم خصوصی یکدیگر احترام بگذارند. در همین حال، پروژهٔ جدید مدرسه، ناگهان موجب می‌شود که آنها در عمل به این قانون‌ها دچار تردید شوند.

## شخصیت‌ها
- سوچیا مائو (صداگذاری توسط یوشیتسوگو ماتسواوکا)
- اوتومو هیساشی (صداگذاری توسط یوما اوچیدا)
- کیکوچیهارا جین (صداگذاری توسط ماکوتو فوروکاوا)
- ایچیکاوا گیچی (صداگذاری توسط ماساتومو ناکازاوا)
- اینابا رِی (صداگذاری توسط تاکویا آجوچی)
- کاگاری رونا (صداگذاری توسط آئوی ایچیکاوا)
- چیاکی مینورو (صداگذاری توسط گن ساتو)
- یوشینو شیون (صداگذاری توسط سوما سایتو)
- هونجو تاکویوکی (صداگذاری توسط تاکئو اوتسوکا)
- رودی (صداگذاری توسط یاسواکی تاکومی)